# Gustav Johannes von Allesch
Gustav Johannes von Allesch (auch: Johannes von Allesch, Edler von Allfest; * 25. Oktober 1882 in Graz; † 11. Juni 1967 in Göttingen) war ein deutscher Psychologe.

## Leben
Allesch studierte Geisteswissenschaften in Graz, München und Berlin, wo er 1909 zum Dr. phil. promovierte und ab 1912 außerplanmäßiger Assistent am Psychologischen Institut war. Mit Beginn des Ersten Weltkrieges 1914 meldete sich von Allesch als Freiwilliger und diente als Leutnant, erlitt jedoch während der serbischen Offensive 1916 einen Nervenzusammenbruch. Im November 1918 entlassen, ging er wieder zurück nach Deutschland und wurde 1921 planmäßiger Assistent am Psychologischen Seminar der Universität Berlin, wo er sich 1924 habilitierte. Während seiner Berliner Studienzeit befreundete er sich mit dem österreichischen Schriftsteller Robert Musil.
1927 erhielt er einen Lehrauftrag an der Universität Greifswald, wo er 1931 zum außerordentlichen Professor ernannt wurde. Im Rahmen der Politik von Alfred Rosenberg und dem Amt Wissenschaft in der Reichsleitung der NSDAP kam Allesch an die Universität Halle, um dort ab 1938 als ordentlicher Professor der Psychologie zu wirken. Im Jahr 1940 wurde er zum Mitglied der Gelehrtenakademie Leopoldina gewählt. 1941 ging er schließlich an die Universität Göttingen und war auch für die Wehrmacht als Psychologe in der Personalprüfstelle des Wehrkreises XI (Hannover) tätig. Er gehörte dem NS-Lehrerbund an.
Nach 1945 setzte er seine Arbeit fort und blieb noch bis zur Emeritierung 1948 Direktor des Instituts für Psychologie und Pädagogik in Göttingen. 1947 war er der Wiedergründer der Deutschen Gesellschaft für Psychologie nach dem Zweiten Weltkrieg in der britischen Besatzungszone sowie 1949 mit Gustav Kafka (Wiedergründer in der amerikanischen Besatzungszone) gemeinsam für die Bundesrepublik.

## Ehen
Am 28. Februar 1916 heiratete von Allesch im Wiener Stephansdom die geschiedene, um sieben Jahre ältere Emma Rudolph (geb.Täubele), die sich schon zwei Jahre vor der Eheschließung Ea von Allesch nannte. Im Frühjahr 1921 wurde diese Ehe bereits wieder geschieden. Noch im selben Jahr heiratete Gustav Johannes von Allesch die Glaskünstlerin und Textildesignerin Maria Anna Steudel, die damals einen Kunstgewerbeladen namens Blaues Haus am Kurfürstendamm in Berlin betrieb und ab 1925 als Professorin an der heutigen HfG Offenbach lehrte.  Auch von ihr ließ sich von Allesch wieder scheiden. Maria Anna Steudel emigrierte daraufhin in die USA und wurde dort unter ihrem beibehaltenen Ehenamen als Marianna von Allesch eine bekannte, sehr erfolgreiche Designerin.
Helene Aschmann, geschiedene Weisbach, wurde am 22. Februar 1928 seine dritte Ehefrau.

## Schriften (Auswahl)
- Die Renaissance in Italien. Die Grundzüge ihrer geistigen Entwicklung nach den Quellen dargestellt und mit einführenden und erklärenden Essays versehen. Kiepenheuer, Weimar 1912.
- Über das Verhältnis der Ästhetik zur Psychologie. Teil 1. J. A. Barth, Leipzig 1909.
- Wege zur Kunstbetrachtung. Sibyllen, Dresden 1921.
- Die Wahrnehmung des Raumes als psychologischer Vorgang. In: Die Gestalt. Heft 3, 1941.